# Seznam krajev Unescove svetovne dediščine v Kazahstanu
Organizacija Združenih narodov za izobraževanje, znanost in kulturo (UNESCO) označuje območja svetovne dediščine izjemne univerzalne vrednosti za kulturno ali naravno dediščino, ki so jih predlagale države podpisnice Unescove konvencije o svetovni dediščini, ustanovljene leta 1972. Kulturno dediščino sestavljajo spomeniki (kot so arhitekturna dela, monumentalne skulpture ali napisi), skupine zgradb in najdišča (vključno z arheološkimi najdišči). Naravne značilnosti (ki jih sestavljajo fizične in biološke formacije), geološke in fiziografske formacije (vključno s habitati ogroženih vrst živali in rastlin) ter naravna območja, ki so pomembna z vidika znanosti, ohranjanja ali naravne lepote, so opredeljena kot naravna dediščina. Kazahstan je konvencijo sprejel 29. aprila 1994.
V Kazahstanu je šest območij svetovne dediščine, nadaljnjih 13 pa je na poskusnem seznamu. Prvo mesto, vpisano na seznam, je bil Mavzolej hodže Ahmeda Jasavija na 27. zasedanju Odbora za svetovno dediščino, ki je potekalo v Parizu leta 2003. Tri območja so nadnacionalna: Svilna pot v gorovju Tjanšan si deli s Kitajsko in Kirgizistanom, Zahodni Tjanšan s Kirgizistanom in Uzbekistanom ter Mrzle zimske puščave Turana z Uzbekistanom in Turkmenistanom. Tri območja so kulturna, medtem ko so Sarjarka – stepa in jezera severnega Kazahstana, Tjanšan in puščave Turana naravne.

## Svetovna dediščina
Unesco navaja mesta pod desetimi merili; vsaka prijava mora izpolnjevati vsaj enega od kriterijev. Merila od i do vi so kulturna, od vii do x pa naravna.
| Ime                                             | Slika                                   | Lokacija                  | Leto vpisa | Kriterij                        | Opis |
| ----------------------------------------------- | --------------------------------------- | ------------------------- | ---------- | ------------------------------- | --- |
| Mavzolej hodže Ahmeda Jasavija                  | A large brick mausoleum with blue domes | Turkistan                 | 2003       | 1103; i, iii, iv (kulturno)     | Mavzolej, posvečen sufijskemu mistiku iz 12. stoletja Ahmadu Jasaviju, je bil zgrajen med letoma 1389 in 1405 med vladavino Timurja. Čeprav mavzolej ostaja delno nedokončan, je ena največjih in najbolje ohranjenih timuridskih stavb. Bil je tudi prototip poznejših timuridskih stavb, zlasti v prestolnici Samarkand. |
| Petroglifi arheološkega najdišča v Tanbaliju    | Petroglyphs depicting animals           | regija Almati             | 2004       | 1145; iii (kulturno)            | Petroglifi v soteski Tanbali v gorah Ču-Ili prikazujejo ljudi, živali in verske figure. Segajo v čas od druge polovice 2. tisočletja pred našim štetjem do začetka 20. stoletja in omogočajo vpogled v življenje pastirskih skupnosti, ki so živele v regiji. Na tem območju so našli tudi številne grobnice, kurgane in ograde iz bronaste in železne dobe. |
| Sarjarka – stepe in jezera na severu Kazahstana | Marshes and a lake                      | regija Almati             | 2008       | 1102; ix, x (naravno)           | Sarjarka obsega dve območji, naravni rezervat Naurzum in naravni rezervat Korgalžin (na sliki), ki ščitita pretežno nemoteno srednjeazijsko stepo, jezera in mokrišča. Ti habitati so pomembna postojanka za ptice selivke in zagotavljajo zatočišča za veliko število ogroženih vrst, vključno s sibirskimi belimi žerjavi (Leucogeranus leucogeranus), kodratimi pelikani (Pelecanus crispus), pallasovim jezercem (Haliaeetus leucoryphus) in antilopami sajgami. |
| Svilna pot v gorovju Tjanšan*                   | Map of Eurasia with silk roads marked   | različni kraji            | 2014       | 1442; ii, iii, v, vi (kulturno) | Svilna pot je starodavna mreža trgovskih poti, ki se je začela oblikovati v 2. stoletju pred našim štetjem in je ostala aktivna do 16. stoletja. Poti so povezovale družbe Azije, podceline, Srednje Azije, Zahodne Azije in Bližnjega vzhoda. Poleg izmenjave blaga so prispevali tudi k širjenju tehnologij, ideologij in religij, vključno z budizmom, nestorijanskim krščanstvom, manihejstvom, zoroastrstvom in zgodnjim islamom. Ob poteh je bilo zgrajenih več mest in podporna infrastruktura. To območje svetovne dediščine pokriva koridorje od Čang'ana/Luojanga, kitajskih prestolnic Han in Tang, do regije Žetisu v Srednji Aziji in si ga deli s Kitajsko in Kirgizistanom. Naštetih je osem lokacij v Kazahstanu. |
| Tjanšan*                                        | Mountain scenery with a canyon          | različni kraji            | 2016       | 1490; x (naravno)               | Dediščine, ki si jo deli s Kirgizistanom in Uzbekistanom, pokriva zahodni del gorovja Tjanšan. Je bogata z biotsko raznovrstnostjo in na tem območju izvirajo številne gojene sadne kulture. Gorski vrhovi segajo nad 4500 metrov. V Kazahstanu je navedenih sedem mest, na sliki je kanjon Aksu. |
| Mrzle zimske puščave Turana*                    | Desert scene with some rocks            | regiji Džetisu, Kizilorda | 2023       | 1693; ix, x (naravno)           | Ta dediščina, ki si jo deli s Turkmenistanom in Uzbekistanom, obsega 14 območij, ki predstavljajo ekosisteme srednjeazijskih puščav z ostrim celinskim podnebjem z zelo mrzlimi zimami in vročimi poletji. V puščavah živijo številne rastlinske vrste, pa tudi antilope sajge in golšave gazele (Gazella subgutturosa). V Kazahstanu je navedenih pet območij: Kaskakulan, naravni rezervat Barsa-Kelmes in tri območja v narodnem parku Altyn-Emel (na sliki). |

## Poskusni seznam
Poleg območij, vpisanih na Seznam svetovne dediščine, lahko države članice vodijo seznam začasnih območij, ki jih lahko upoštevajo pri nominaciji. Nominacije za seznam svetovne dediščine so sprejete le, če je bilo območje predhodno uvrščeno na poskusni seznam. Kazahstan na svojem poskusnem seznamu navaja 13 nepremičnin.
| Ime                                           | Slika                                                | Lokacija                                      | Leto vpisa | Kriterij              | Opis |
| --------------------------------------------- | ---------------------------------------------------- | --------------------------------------------- | ---------- | --------------------- | --- |
| Turška svetišča Merke                         | –                                                    | regija Džambyli                               | 1998       | (mešano)              | Pogrebni in obredni kompleks predstavlja različne stopnje zgodovine turških ljudstev, od nomadskih plemen do prvega turškega kaganata. Leži na nadmorski višini 3000 metrov in je dobro ohranjen zaradi svoje oddaljenosti. Več kot 170 spomenikov, nekateri s stelami, so bili razporejeni po gorski planoti. |
| Severni Tjanšan (narodni park Ile-Alatau)     | A mountain lake                                      | regija Almaty                                 | 2002       | x (naravno)           | Narodni park v severnem gorovju Tjanšan (pogorje Trans-Ili Alatau) vključuje gozdove, alpske travnike, več kot 300 ledenikov in gorska jezera (na sliki Veliko jezero Almaty). V parku živijo snežni leopard, turkestanski ris, tjanšanski rjavi medved, kuna belica, sibirski kozorog (Capra sibirica), brkati ser, planinski orel, pa tudi številne vrste metuljev. |
| Samostan Abilaikit                            |                                                      | Regija Vzhodnega Kazahstana                   | 2021       | iii (kulturno)        | Budistični samostan Abilaikit je bil zgrajen v tibetansko-mongolskem slogu v 1650-ih. Približno dvajset let pozneje je bil uničen med notranjimi boji Džungarskega kanata, ponovno zgrajen in nato ostal aktiven do leta 1720. Medtem ko je bil aktiven, je bil največje versko in kulturno središče v regiji in je hranil veliko knjižnico budističnih besedil in relikvij. Pisma iz samostana so Evropejcem služila kot uvod v regijo in tradicijo Vadžrajana.                                                                                          |
| Kulturna krajina Ulitau                       | A brick mausoleum with a blue roof                   | regija Ulitau                                 | 2021       | v (kulturno)          | V gorah Ulitau je živelo več nomadskih kultur, vključno s Turki Oguzi in Kipčaki. S prihodom Mongolov je območje postalo grobišče za potomce Džingiskana in vladarjev Zlate horde (na sliki Džočijev mavzolej), kasneje pa tudi središče kazahstanskih kanov. Kulturno krajino sestavljajo ostanki starodavnih naselbin, utrdb, grobišč in spomenikov v skalah, dobro vpetih v okoliško naravno krajino. |
| Petroglifi v arheološki pokrajini Arpauzen    | –                                                    | Turkestan                                     | 2021       | ii, iii (kulturno)    | Arpauzen obsega ostanke starodavnih naselbin, grobišč in 30 lokacij s petroglifi. Datirajo v pozno bronasto dobo in starejšo železno dobo, z najzgodnejšimi petroglifi iz prve polovice 2. tisočletja pr. n. št. Ena od nizov rezbarij predstavlja kamele, konje in bike. Ustvarili so jih ljudje kulture Andronovo, ki so se preselili na jug iz osrednjega Kazahstana. |
| Petroglifi v arheološki pokrajini Eshkiolmes  | –                                                    | regija Almati                                 | 2021       | iii (kulturno)        | Eshkiolmes ima nekaj največjih in najbolje raziskanih zbirk petroglifov v Kazahstanu. Obstajajo trije različni slogi iz treh obdobij. Bronastodobni prikazujejo dinamične prizore bitk in vpadov živine z bojevniki, lokostrelci in bojnimi vozovi. Železnodobni se bolj osredotočajo na živali in manj na človeške figure. Tisti iz srednjega veka prikazujejo bitke in prizore iz vsakdanjega življenja nomadskih skupnosti. |
| Petroglifi v arheološki pokrajini Kulžabasi   | –                                                    | regija Žambil                                 | 2021       | iii (kulturno)        | Skale poslikave v Kulžabasiju so nastali v šestih zaporednih obdobjih in ponujajo vpogled v življenja različnih družb. Za prvi dve fazi, v 3. in 2. tisočletju pr. n. št., so značilne upodobitve živali, kot so biki in žuri. V poznejših obdobjih se pojavljajo motivi koles, vozov in udomačenih živali. V zadnjih dveh fazah sta kakovost in število petroglifov upadla, zadnji pa so bili v 14. stoletju našega štetja, v srednjem veku. Glavna koncentracija skalne umetnosti na tem območju je bila odkrita relativno nedavno, v zgodnjih 2000-ih. |
| Petroglifi v arheološki pokrajini Sauiskandik | –                                                    | regija Kizilorda                              | 2021       | ii, iii (kulturno)    | Petroglifi v Sauiskandiku v gorovju Karatau izvirajo iz različnih zgodovinskih obdobij, od 2. tisočletja pred našim štetjem do začetka 20. stoletja. Dokumentirajo zgodovinski razvoj estetskih norm nomadskih družb. Kulturna krajina vključuje tudi grobišča in obredna mesta ter tradicionalne kazahstanske hiše s konca 19. in začetka 20. stoletja. |
| Skalne mošeje polotoka Mangišlak              | A hill with some walls and steps leading to a mosque | regija Mangistau                              | 2021       | iii (kulturno)        | Ta nominacija vključuje pet mošej in sosednje nekropole na polotoku Mangišlak. Segajo v različna obdobja, pri čemer najzgodnejše vsebujejo grobnice iz 8. stoletja, medtem ko so najnovejša iz začetka 20. stoletja. Mošeje so poimenovane po lokalnih sufijskih svetnikih in so priljubljena romarska mesta. Na sliki je mošeja Beket-ata. |
| Svilne poti: zgodnje obdobje (prazgodovina)   |                                                      | regija Almat                                  | 2021       | ii, iii (kulturno)    | Ta nominacija vključuje tri najdišča (Besšatir, Boraldaj in Esik), ki pripadajo nomadski civilizaciji Saka od 5. do 3. stoletja pred našim štetjem. Arheološka izkopavanja grobnic, kurganov, odkritih predmetov, kot so kitajska svila in iranske preproge. To kaže, da je trgovina s temi regijami nastala pred oblikovanjem svilne poti s potovanji kitajskega diplomata Dzang Čiana v 2. stoletju pr. n. št. |
| Svilne poti: Koridor Fergana-Syrdarya         | People looking at ruins in a desert                  | regiji Kizilorda in Turkestan                 | 2021       | ii, iii, v (kulturno) | Ta nominacija vključuje mesta ob svilni poti, ki je povezovala Fergansko dolino in regijo Žetisu na eni strani z Aralskim jezerom na drugi strani. Pot karavan je potekala skozi puščavske, polpuščavske in stepske pokrajine z rečnimi dolinami in oazami. Naštetih je devet arheoloških najdišč starodavnih naselbin, vključno z oazo Otrar (na sliki). Izkopavanja na najdiščih so se začela v 20. stoletju. |
| Svilne poti: Volga-Kaspijski koridor          | Ruins at a body of water                             | regije Atirau, Mangistau in Zahodni Kazahstan | 2021       | ii (kulturno)         | Ta nominacija zajema območja ob svilni poti, ki so povezovala Aralsko jezero s Kaspijskim jezerom ter naprej ob rekah Ural in Volga. Najstarejša naselbina Kizilkala je iz 10. stoletja, opuščena pa je bila v 13. stoletju. Saraj-Džük (na sliki ruševine) je bil pomembno duhovno središče Zlate Horde. Propadla je po plenjenju kozakov v 16. stoletju. Žajik je bil zaseden med 13. in 15. stoletjem. |
| Ustjurt: naravna krajina in lovske pasti Aran |                                                      | regija Mangistau                              | 2021       | iii, v, viii (mešano) | Lovske pasti, imenovane aran, so bile v uporabi na planoti Ustjurt od bronaste dobe do modernega obdobja. Izkoristili so skalnato pokrajino s kanjoni, pečinami in luknjami, zato so ljudje zgradili kamnite ograde, da bi vodile trope divjih živali do lukenj za pasti. Lovili so sajge, muflone in golšate gazele. Območje je pomembno tudi z geološkega vidika, saj vsebuje morske fosile iz obdobja krede in sledi živali iz obdobja miocena do pleistocena.                                                                                         |